# Slasher.com
Slasher.com är en skräckfilm från 2017 regisserad av Chip Gubera med Jewel Shepard, R. A. Mihailoff, All-4-Ones Delious Kennedy, Ben Kaplan, och Morgan Carter i rollerna.

## Synopsis
Jack och Kristy träffas på nätet och stämmer en resa tillsammans ut till Missouris skogar. När de lär känna varandra får de även känna på fasorna skogen bjuder på.

## Utmärkelser
| Award               | Festival                                  | Year |
| ------------------- | ----------------------------------------- | ---- |
| Best Feature Film   | Bloody Horror International Film Festival | 2016 |
| Best Horror Feature | Hollywood Boulevard Film Festival         | 2016 |
| Best Screenplay     | The Optical Theatre Film Festival         | 2016 |
| Gold Award Winner   | Spotlight Horror Film Awards              | 2016 |